# مارسيلو روميرو
مارسيلو روميرو (بالإسبانية: Marcelo Romero)‏ (مواليد 4 يوليو 1976) هو لاعب كرة قدم. يلعب مع منتخب الأوروغواي لكرة القدم. سبق له أن لعب في كأس العالم لكرة القدم مع منتخب بلاده.

## روابط خارجية
- مارسيلو روميرو على موقع الاتحاد الدولي (مؤرشف)  (الإنجليزية)
- مارسيلو روميرو على موقع قاعدة بيانات كرة القدم.إي يو (الإنجليزية)
- مارسيلو روميرو على موقع ناشيونال فوتبول تيمز (الإنجليزية)
- مارسيلو روميرو على موقع Soccerway.com (الإنجليزية)
- مارسيلو روميرو على موقع عالم كرة القدم.نت (الإنجليزية)